# Chiesa della Maestà (Lugnano in Teverina)

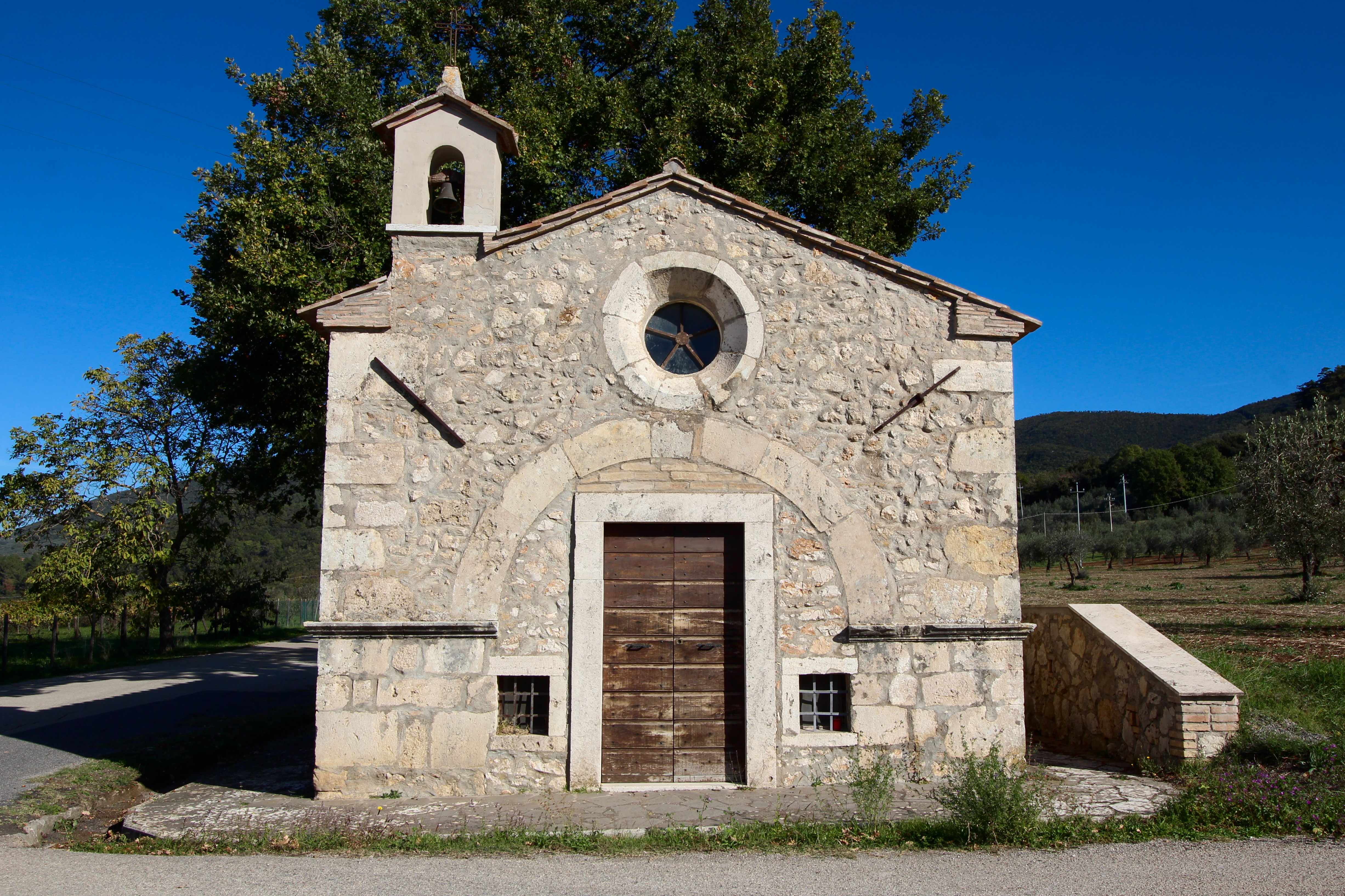
Fassade der Chiesa della Maestà

Die Chiesa della Maestà (auch Chiesa della Maestae oder Chiesa della Maestade genannt, früher auch San Giovanni Decollato) ist eine römisch-katholische Filialkirche im umbrischen Lugnano in Teverina.

## Lage

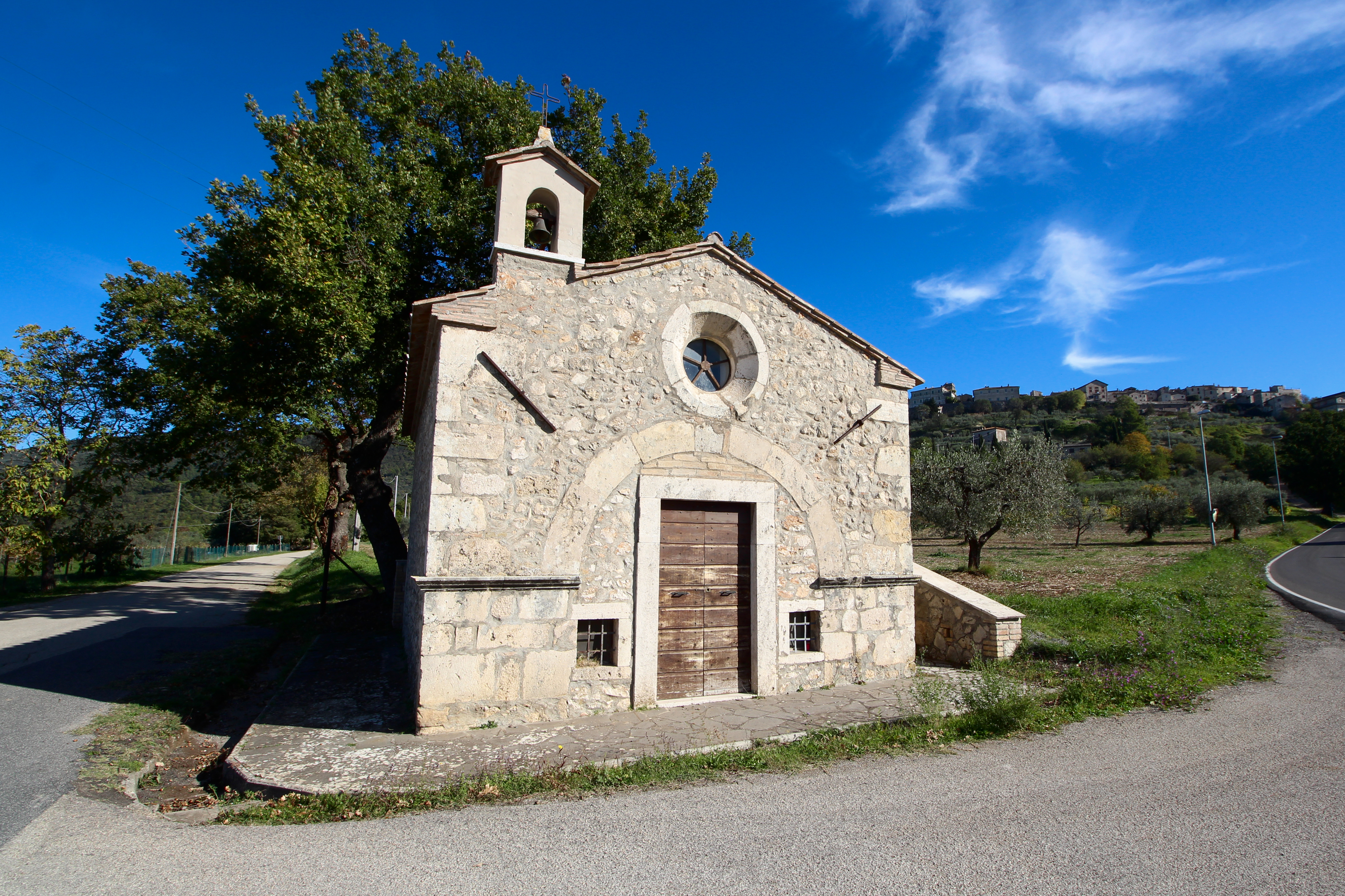
Fassade und Umland, im Hintergrund rechts die Altstadt von Lugnano in Teverina

Die Kirche liegt im Bistum Terni-Narni-Amelia und befindet sich etwa 500 m westlich der Altstadt von Lugnano in Teverina in der Località Collesecco an der Straße Strada provinciale 33 von Lugnano in Teverina nach Attigliano.

## Beschreibung und Geschichte

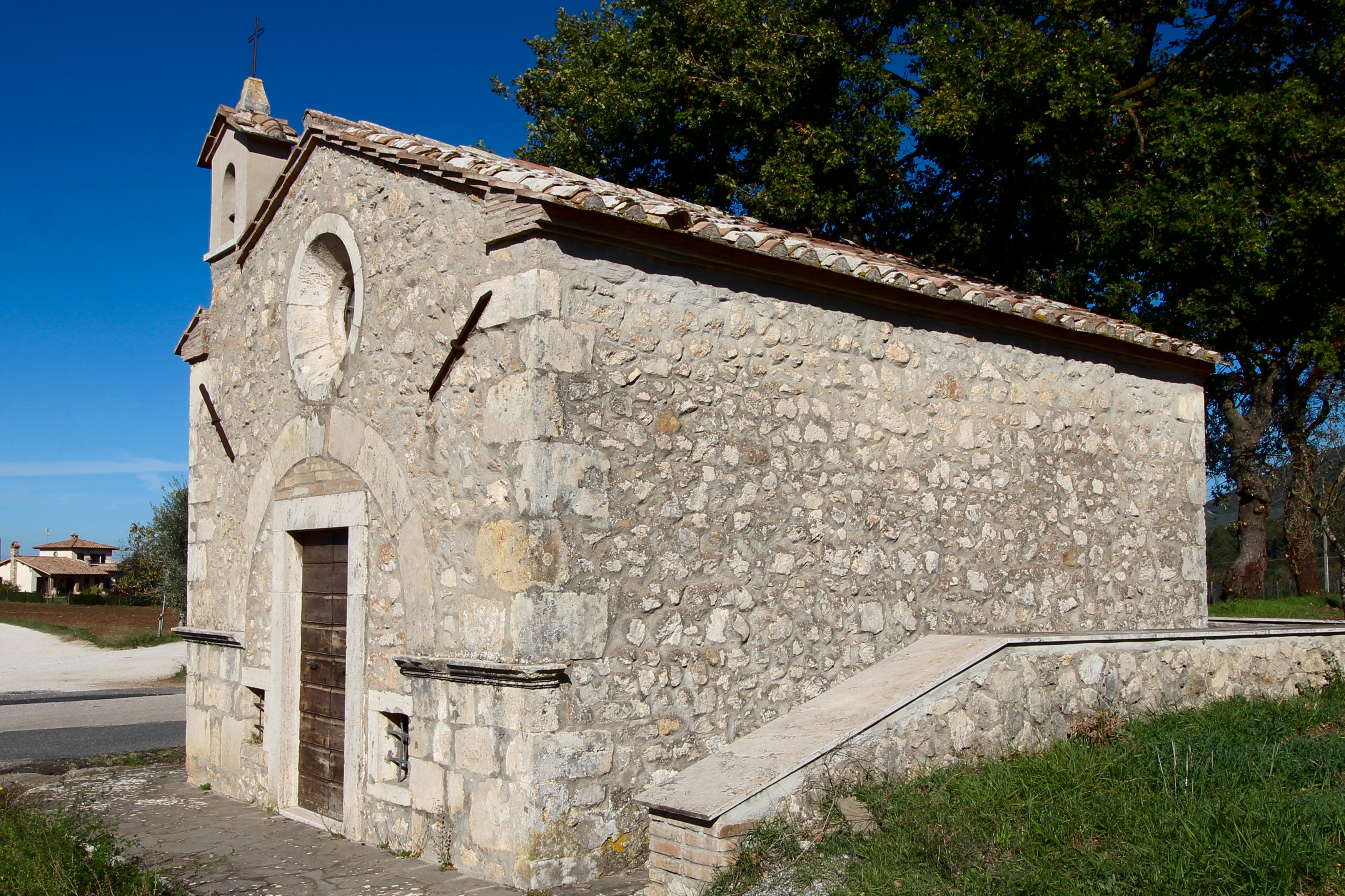
Seitenansicht

Die Kirche entstand wahrscheinlich im 15. Jahrhundert als Ädikula mit Heiligenbild (Maestà, heute nicht mehr vorhanden) an einer Wegegabelung und wurde der Enthauptung Johannes’ des Täufers gewidmet. Erstmals erwähnt wurde sie 1556, als die in der Altstadt von Lugnano in Teverina liegende Kirche Santa Maria bei einem Blitzeinschlag beschädigt wurde und bei der Behebung der Schäden von der Confraternita di San Giovanni della Maestà e di Sant’Antonio unterstützt wurde. Ab dem Anfang des 17. Jahrhunderts fand um die Kirche die Messe Pubblica Fiera di San Giovanni Decollato statt, die um 1601 durch eine Bulle von Papst Clemens VIII. gegründet wurde und hier bis 1826 stattfand. Die Kirche hat eine Grundfläche von 7 × 6 m und besitzt einen Glockengiebel an der linken Vorderseite.